# François Rochette
Pour les articles homonymes, voir Rochette.
François Rochette est un pasteur protestant français, né en 1736 à Vialas et exécuté le 19 février 1762 à Toulouse. Il est le dernier pasteur exécuté sous l'Ancien Régime.

## Biographie
François Rochette naît en 1736 dans le hameau de La Vigne sur la commune de Vialas, dans les Cévennes. Plusieurs membres de sa famille sont alors déjà morts pour la cause huguenote. Le 23 mars 1753, le synode du Haut-Languedoc l'envoie au séminaire de Lausanne, en Suisse, étudier la théologie réformée pendant trois ans. Il reçoit la consécration pastorale dans le Haut-Languedoc le 28 janvier 1760.
Il commence son ministère comme pasteur clandestin et itinérant, au Désert, dans la province de l'Agenais, puis en juin 1761 dans la province du Quercy, autour de Montauban. Le 14 septembre 1761, il est arrêté dans la ville de Caussade. Le protestantisme est interdit en France depuis la révocation de l'édit de Nantes en 1685. Être pasteur est alors puni de la peine capitale,. Le lendemain, pendant le marché, des bagarres se produisent entre protestants et catholiques. Henri, Jean et Joachim de Grenier, trois frères protestants, gentilshommes verriers du comté de Foix, essayent de délivrer le pasteur François Rochette et sont arrêtés le lendemain,.
La communauté protestante tente des démarches auprès des intendants et des gouverneurs du Languedoc pour racheter leur liberté. Le pasteur Paul Rabaut intercède auprès de la princesse Marie-Adélaïde de Savoie, dauphine du roi Louis XV, puis auprès du duc de Richelieu et du duc de Fitz-James
Le pasteur Rochette et les trois frères de Grenier sont jugés coupable d'hérésie par la Grand'Chambre du Parlement de Toulouse le 18 février 1762, en pleine procédure de l'affaire Calas.
Le lendemain, ils sont exécutés sur la place du Salin au milieu d'une foule impressionnée par la fermeté du ministre qui refuse de renoncer à sa foi. Le pasteur est pendu, et les frères de Grenier, nobles, sont décapités. François Rochette a alors 26 ans, Henri de Grenier 44 ans, Jean de Grenier 32 ans et Joachim de Grenier 22 ans.

## Postérité
Dans Les Toulousaines (1763), écrites depuis Lausanne, Antoine Court de Gébelin entreprend de réhabiliter François Rochette et entrelace le récit de son procès avec ceux de Jean Calas et de Pierre-Paul Sirven.